# Eugraphe rufa
Eugraphe rufa là một loài bướm đêm trong họ Noctuidae.